# Дроздово (Московская область)
Дроздово — деревня в Ленинском городском округе Московской области России.

## Расположение
Деревня Дроздово находится на правом берегу реки Москвы примерно в 10 км к северо-востоку от центра города Видное. Ближайшие населённые пункты — деревни Мильково, Слобода и село Беседы.

## Название
Название деревни, предположительно, произошло от некалендарного личного имени Дрозд.

## История
Название деревни, предположительно, произошло от некалендарного личного имени Дрозд.
В XIX веке деревня Дроздово входила в состав Островской волости Подольского уезда. В 1899 году в деревне проживало 359 человек, была земская школа.
До 2006 года деревня входила в Картинский сельский округ Ленинского района, а с 2006 до 2019 года в рамках организации местного самоуправления включалась в Развилковское сельское поселение Ленинского муниципального района.
С 2019 года входит в Ленинский городской округ.

## Население
| 2002 | 2006 | 2010 |
| ---- | ---- | ---- |
| 87   | ↗126 | ↗226 |

Согласно Всероссийской переписи, в 2002 году в деревне проживало 87 человек (50 мужчин и 37 женщин). По данным на 2005 год в деревне проживало 126 человек.

## Транспорт
Из Москвы в Дроздово следуют следующие маршруты общественного транспорта:
- Автобус № 355: станция метро «Домодедовская» — Дроздово — Слобода.
- Маршрутка № 1228: Ашан/ТЦ «Л-153» (Люблинская улица, д. 153) — станция метро «Марьино» — Братеево — Бесединское шоссе — Дроздово — Каширское шоссе, 67 строение 3.